# Maciej Pałaszewski
Maciej Pałaszewski (Breslavia, 7 aprile 1998) è un calciatore polacco, centrocampista del Warta Gorzów Wielkopolski.

## Caratteristiche tecniche
È un'centrocampista difensivo.

## Carriera
Cresciuto nel settore giovanile dello Śląsk Breslavia, nel 2016 viene ceduto al Raków Częstochowa con cui debutta il 9 agosto 2016 in occasione dell'incontro di Puchar Polski perso 3-2 contro il KSZO Ostrowiec Świętokrzyski; rientrato alla base, il 23 ottobre 2017 esordisce in Ekstraklasa nel match perso 4-1 contro il Wisła Płock.

## Statistiche
Statistiche aggiornate al 15 marzo 2021.

### Presenze e reti nei club
| Stagione        | Squadra           | Campionato      | Campionato | Campionato | Coppe nazionali | Coppe nazionali | Coppe nazionali | Coppe continentali | Coppe continentali | Coppe continentali | Altre coppe | Altre coppe | Altre coppe | Totale | Totale | Totale |
| Stagione        | Squadra           | Comp            | Pres       | Reti       | Comp            | Pres            | Reti            | Comp               | Pres               | Reti               | Comp        | Pres        | Reti        | Pres   | Reti   |        |
| --------------- | ----------------- | --------------- | ---------- | ---------- | --------------- | --------------- | --------------- | ------------------ | ------------------ | ------------------ | ----------- | ----------- | ----------- | ------ | ------ | ------ |
| 2016-2017       | Raków Częstochowa | 2L              | 1          | 0          | CP              | 1               | 0               |                    | -                  | -                  |             | -           | -           | 2      | 0      |        |
| 2017-2018       | Śląsk Breslavia   | EK              | 11         | 0          | CP              | 0               | 0               |                    | -                  | -                  |             | -           | -           | 11     | 0      |        |
| 2018-gen. 2019  | Śląsk Breslavia   | EK              | 12         | 0          | CP              | 3               | 0               |                    | -                  | -                  |             | -           | -           | 15     | 0      |        |
| gen.-giu. 2019  | Stomil Olsztyn    | 1L              | 12         | 1          | CP              | 0               | 0               |                    | -                  | -                  |             | -           | -           | 12     | 1      |        |
| 2019-2020       | Stomil Olsztyn    | 1L              | 21         | 1          | CP              | 3               | 0               |                    | -                  | -                  |             | -           | -           | 24     | 1      |        |
| 2020-2021       | Śląsk Breslavia   | EK              | 13         | 0          | CP              | 0               | 0               |                    | -                  | -                  |             | -           | -           | 13     | 0      |        |
| Totale carriera | Totale carriera   | Totale carriera | 70         | 2          |                 | 7               | 0               |                    | -                  | -                  |             | -           | -           | 77     | 2      |        |